# Зелюнь
Зелюнь (пол. Zieluń) — село в Польщі, у гміні Любовідз Журомінського повіту Мазовецького воєводства.
У 1919-1954 роках в селі Зелюнь розташовувалась центральна садиба гміни Зелюнь Млавського повіту Варшавського воєводства.
У 1975-1998 роках село належало до Цехановського воєводства.